# 164 aC
El 164 aC va ser un any del calendari romà prejulià. Durant la República i l'Imperi Romà es coneixia com l'Any del Consolat de Torquat i Longí o també any 590 Ab urbe condita o de la fundació de la ciutat). L'ús del nom «164 aC» per referir-se a aquest any es remunta a l'alta edat mitjana, quan el sistema Anno Domini va ser el mètode de numeració dels anys més comú a Europa.

## Esdeveniments

### Babilònia
- Els astrònoms de Babilònia registren el pas del cometa de Halley, segons dues tauletes d'argila conservades al Museu Britànic.[2]

### Antic Egipte
- Ptolemeu VI Filomètor és expulsat del govern pel seu germà Ptolemeu VIII Evèrgeta II. Surt d'Alexandria i es presenta a Roma amb la seva germana i esposa Cleòpatra II, i allà el senat romà els rep amb honors i els assigna legats per acompanyar-los a Egipte i restablir-los al poder.[3]

### Antiga Grècia
- Rodes firma un tractat d'amistat amb Roma i es converteix en la seva aliada i en el centre d'educació de molts joves de famílies nobles romanes.[4]
- Jocs Olímpics: Leònides de Rodes guanya la corona en tres curses independents, la stadion, la diaulos i la hoplitodromos, i rep el selecte títol de Triastes.[5]

### Síria Palestina
- Lísies, general selèucida, agafa personalment el comandament de l'exèrcit que havia enviat Antíoc IV per fer front a la Revolta dels Macabeus. Judes Macabeu havia derrotat l'exèrcit selèucida que dirigien els generals Ptolemeu fill de Dorímenes, Nicànor i Gòrgies l'any anterior (165 aC) vora Emmaús.[6]

### Antiga Roma
- Aquest any són elegits cònsols Aulus Manli Torquat i Quint Cassi Longí.[7]
- Quint Cassi Longí mor durant el seu mandat.[8]
- Àtal II de Pèrgam i el seu germà Ateneu van a Roma enviats per Èumenes II rei de Pèrgam i germà seu a negociar un tractat de pau.[9]